# Norzyca
Norzyca (biał. Но́рыца; ros. Норица) – wieś na Białorusi, w rejonie postawskim obwodu witebskiego, około 32 km na wschód od Postaw.

## Historia
Najstarszym znanym właścicielem tych dóbr był Karol Sulistrowski (~1715–1749), wojski oszmiański i starosta butyłowski. Karol żenił się dwukrotnie, drugi raz z Rozalią z Paców (1716–?) i po nich dziedziczył majątek ich syn Alojzy Sulistrowski (1739–1795), pisarz litewski, mąż Antoniny z Oskierków (1740–?). Alojzy był członkiem Rady Najwyższej Rządowej Litewskiej w czasie powstania kościuszkowskiego, jednak wcześniej, w 1785 roku sprzedał Norzycę szambelanowi królewskiemu i marszałkowi szlachty powiatu drysieńskiego Tomaszowi Ignacemu Łopacińskiemu (1753–1817) żonatemu z Barbarą z Szadurskich (~1760–1817). Po nich dziedziczył ich syn, również marszałek szlachty tegoż powiatu, Józef Mikołaj (1784–1835), mąż Doroty z Morykonich (1780–1857). Około 1827 roku Łopacińscy sprzedali Norzycę sędziemu pogranicznemu oszmiańskiemu Kazimierzowi Okuszce (1781–1830). W połowie XIX wieku właścicielem Norzycy był Kazimierz Łopaciński (1832–1895), możliwe że wnuk Kazimierza seniora. Jego syn (i Teresy z Chrzanowskich) Władysław (1865–1937) żonaty z Jadwigą z Małaczyńskich był kolejnym właścicielem Norzycy, a ostatnim jej właścicielem przed 1939 rokiem był ich syn Eugeniusz Okuszko (1902–1939), żonaty z Krystyną Koronowską.
Po II rozbiorze Polski w 1793 roku dobra te, wcześniej leżące na terenie województwa wileńskiego Rzeczypospolitej, znalazły się na terenie powiatu wilejskiego (ujezdu) guberni wileńskiej. Po I wojnie światowej Norzyca została siedzibą gminy Norzyca, 7 listopada 1920 roku gmina ta została przyłączona do nowo utworzonego powiatu duniłowickiego pod Zarządem Terenów Przyfrontowych i Etapowych. 19 lutego 1921 roku wraz z całym powiatem weszła w skład nowo utworzonego województwa nowogródzkiego. 13 kwietnia 1922 roku gmina wraz z całym powiatem duniłowickim została przyłączona do objętej władzą polską Ziemi Wileńskiej, przekształconej 20 stycznia 1926 roku w województwo wileńskie. 1 stycznia 1926 roku nazwę powiatu duniłowickiego zmieniono na powiat postawski. Od 1945 roku – w ZSRR, od 1991 roku – na terenie Republiki Białorusi.
W latach 80. XIX wieku w folwarku mieszkały 22 osoby, 7 prawosławnych i 15 katolików. Według Powszechnego Spisu Ludności z 1921 roku zamieszkiwało folwark 91 osób, 73 były wyznania rzymskokatolickiego a 18 prawosławnego. Jednocześnie 68 mieszkańców zadeklarowało polską a 23 białoruską przynależność narodową. Było tu 6 budynków mieszkalnych. W 1931 roku w majątku mieszkało 90 osób, a w kolonii – 3, w 2009 roku wieś zamieszkiwało 157 osób.
Wierni należeli do parafii rzymskokatolickiej w Duniłowiczach i miejscowej prawosławnej. Miejscowość podlegała pod Sąd Grodzki w Duniłowiczach i Okręgowy w Wilnie; mieścił się tu urząd pocztowy, który obsługiwał znaczną część gminy Norzyca.
Józef Łopaciński ufundował tu w 1830 roku cerkiew prawosławną pw. Opieki NMP.
W 1938 roku miejscowość należała do gromady Norzyca gminy Norzyca.

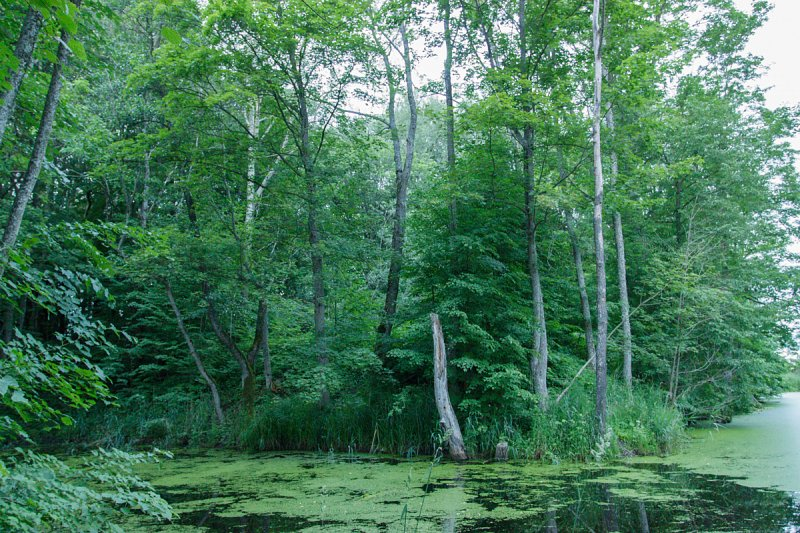
Park pałacowy w Norzycy

## Nieistniejący zamek i pałac
W przeszłości stał w Norzycy, nad tutejszym jeziorem, zamek, po którym w 1886 roku pozostały jedynie wały i fosy. Nowy pałac został wybudowany prawdopodobnie przez Okuszków na wzgórzu zamkowym, zapewne w połowie XVIII wieku. Spłonął on w 1925 roku i nie został odbudowany. O samym pałacu prawie nic nie wiadomo poza tym, że był to budynek na planie prostokąta, prawdopodobnie jedenastoosiowy (i trójosiowy w elewacjach bocznych), dwukondygnacyjny. Natomiast kilku opisów doczekał się „pyszny park z długimi alejami lip”. Przestrzeń przed pałacem zajmował kolisty gazon, a przy nim stała oficyna. Od strony ogrodowej (wschodniej) pałac był otoczony stawem w kształcie litery „C”, będącym ponoć pozostałością po fosie zamkowej, łączył się z jeziorem krótkim kanałem. Dalej w kierunku wschodnim, na trzech obniżających się tarasach ciągnęły się boskiety (i labirynty) o powierzchni co najmniej 1 ha, otoczone szpalerami lip. Przez środek boskietów i oś pałacu przechodziła główna aleja lipowa, na której wschodnim końcu stała altana. W otaczającym parku były liczne sadzawki, z groblami i mostkami.
Do dziś zachował się zdziczały park o powierzchni około 6 ha z częściowo zachowanym systemem wodnym. Zachowały się również ślady umocnień ziemnych i fosy po dawnym zamku. Na miejscu dawnej oficyny stoi obecnie duży ceglany budynek zbudowany po II wojnie światowej, a nad stawem stoi budynek gorzelni, który również zupełnie nie przypomina budynku przedwojennego.
Majątek Norzyca został opisany w 11. tomie Dziejów rezydencji na dawnych kresach Rzeczypospolitej Romana Aftanazego.